# 1839 au Bas-Canada
Cet article traite des événements survenus en 1839 au Bas-Canada. 

## Événements

### Février
- 11 février - Publication du « rapport Durham ».
- 15 février - 12 patriotes sont pendus à la prison du Pied-du-Courant. Cinquante-huit sont déportés dans une colonie pénitentiaire de l'Australie.

## Naissances
- 29 janvier - Élie Saint-Hilaire (en) (homme politique)
- 7 avril - Ludger Labelle (homme politique)
- 8 mai - Adolphe-Basile Routhier (écrivain) († 27 juin 1920)
- 31 mai - Louis-Alphonse Boyer (homme d'affaires et homme politique) († 29 mai 1916)
- 16 novembre - Louis-Honoré Fréchette (poète et homme politique) († 31 mai 1908)
- 21 décembre - Joseph Poirier (agriculteur et homme politique) († 27 juillet 1917)

## Décès
- 31 janvier : Pierre Amiot (homme politique)
- 15 février
  - François-Marie-Thomas Chevalier de Lorimier (l'un des grands chefs patriotes canadiens français durant les révoltes de 1837-1838 au Bas-Canada)
  - Charles Hindenlang (participant aux révoltes de 1837-1838)